# Zvonice v Řepníkách
Dřevěná zvonice stojí na hřbitově v katastrálním území Řepníky v okrese Ústí nad Orlicí. Je chráněnou kulturní památkou ČR.

## Historie
V blízkosti barokního kostela svatého Vavřince v areálu hřbitova stojí dřevěná zvonice, která byla pravděpodobně postavena v letech 1782–1783 společně s kostelem.

## Popis
Zvonice je barokní dřevěná hranolová zvonice s vloženou vzpěradlovou konstrukcí postavena na nízké kamenné podezdívce čtvercového půdorysu. Rámová konstrukce zvonice je bedněna svisle položenými prkny s laťováním a s jednokřídlou okenicí na východní straně. Má strmou stanovou střechu ve vrcholu posazenou další jehlanovou tříškou, která je ukončena makovicí. Střecha je kryta šindelem. Uvnitř je vložena vzpěradlová stolice, určena k nesení zvonů.

## Zvony
Už v roce 1677 byl uváděno že filiální kostel měl tři zvony. První zvon z roku 1513 o hmotnosti 10 centů měl výšku jeden metr a průměr 1,03 m reliéf Kalvárie. Druhý z roku 1506 o hmotnosti 7 centů měl výšku i průměr 0,8 m, reliéf svatého Jana. Třetí z roku 1679 měl výšku 0,5 m a průměr 0,48 m, hmotnost 130 liber. Dochoval se zvon z roku 1506 a úlomek z velkého zvonu, který je uchován ve školní sbírce. Ostatní zvony byly rekvírovány v období první světové války.